# Bézaudun-sur-Bîne
Bézaudun-sur-Bîne település Franciaországban, Drôme megyében. Lakosainak száma 71 fő (2022. január 1.). Bézaudun-sur-Bîne Bourdeaux, La Chaudière, Mornans, Saou és Les Tonils községekkel határos.

## Népesség
A település népességének változása:
| Lakosok száma | 68   | 61   | 47   | 80   | 83   | 76   | 68   | 67   | 68   | 71   |
|               | 1968 | 1982 | 1990 | 2006 | 2013 | 2015 | 2017 | 2019 | 2020 | 2022 |